# NGC 4737
NGC 4737 est une galaxie spirale (lenticulaire ?) située dans la constellation des Chiens de chasse. Sa vitesse par rapport au fond diffus cosmologique est de 7 108 ± 18 km/s, ce qui correspond à une distance de Hubble de 104,8 ± 7,3 Mpc (∼342 millions d'al). NGC 4737 a été découverte par l'astronome germano-britannique William Herschel en 1786.
À ce jour, une mesure non basée sur le décalage vers le rouge (redshift) donne une distance d'environ 113,000 Mpc (∼369 millions d'al). Cette valeur est tout juste à l'extérieur des valeurs de la distance de Hubble. Notons cependant que c'est avec la valeur moyenne des mesures indépendantes, lorsqu'elles existent, que la base de données NASA/IPAC calcule le diamètre d'une galaxie et qu'en conséquence le diamètre de NGC 4737 pourrait être d'environ 40,3 kpc (∼131 000 al) si on utilisait la distance de Hubble pour le calculer.